# Antiga muralla (Vilaür)
L'Antiga muralla és una construcció del municipi de Vilaür (Alt Empordà) declarada bé cultural d'interès nacional.

## Descripció
Situada dins del nucli urbà de la població de Vilaür, emmarcant les restes de l'antic recinte emmurallat de la vila. Es tracta de les restes conservades de l'antic recinte medieval. En concret s'han conservat parcialment les muralles de la banda de llevant, actualment integrades als habitatges del poble. Destaca l'antic portal de la muralla, format per una torre de planta quadrangular, actualment reconvertida en habitatge. Està bastit amb una volta de canó, amb dos arcs de mig punt a cada extrem fets amb dovelles de mida mitjana. Actualment, la torre presenta la coberta a un sol vessant de teula i està distribuïda en dos nivells, on destaquen dues finestres rectangulars emmarcades amb carreus de pedra, la llinda plana sostinguda amb permòdols i amb espitlleres a la part inferior. En direcció sud, la muralla queda amagada amb la construcció d'una casa del segle xvii, can Metge. Altres trams de la fortificació es localitzen a l'angle nord-est del l'antic recinte emmurallat del poble. Possiblement pertanyien a una torre angular, transformada i integrada als habitatges actuals. El sector de tramuntana també conserva algun tram de parament, seguint el carrer de la Rectoria i el primer tram del carrer Nou. Destaquen dues petites espitlleres integrades al parament d'una de les cases actuals.
La muralla és bastida amb rierencs de pedra de mida mitjana, disposats en filades regulars, i lligats amb morter. Als angles hi ha carreus ben desbastats.

## Història
Muralles bastides en època medieval, tot i que no s'ha trobat documentació directa sobre el seu bastiment, ja que les primeres fonts documentals sobre indicis de fortificació ens remeten al 1299, quan el cavaller Dalmau de Creixell feu fortificar l'església. En tot cas cal pensar que ja estarien completes el 1353, donat que es troba un document en el que Bernat Guillem de Foixà sol·licita que es declari nul·la la venda del "castell de Vilaür", feta dos anys abans per Guillerma, l'esposa de Guillem de Creixell, fill de Dalmau de Creixell. Hom pot dir que el nucli es va mantenir dins el recinte fortificat fins als segles XVI-XVII, en què es va iniciar el procés d'expansió cap a la banda de ponent, ja que les grans masies de llevant limitaven el creixement cap a aquella banda. Una vegada perduda la funció defensiva, els murs van ser aprofitats, integrant-los als habitatges de Vilaür. La primera documentació coneguda sobre el nom "Villa Dur" correspon a una butlla papal de Bernat VIII l'any 1017, on se cita una possessió del monestir de Sant Esteve de Banyoles en el terme de villa dur.